# STANAG 4569
STANAG 4569 — Соглашение по стандартизации НАТО STANAG порядковый номер 4569(январь 2004) «Методы оценки уровней защиты боевых бронированных машин легкой категории при поражении боеприпасами кинетического действия и осколками осколочно-фугасных снарядов полевой артиллерии».
Определяет, в том числе, уровни защиты экипажей боевых бронированных машин легкой категории по массе при поражении боеприпасами кинетического действия (бронебойными с твердым сердечником), осколками осколочно-фугасных снарядов полевой артиллерии и фугасным действием (контактный подрыв) импровизированных взрывных устройств (СВУ) (от англ. Improvised explosive device или IED). Второе издание (декабрь 2012) STANAG 4569 (Edition 2) предусматривает шесть уровней защиты, переход от первого к шестому уровню, отвечает росту защищенности машины.

## Уровень 1
- противопульная защита: пуля M80 (простая) патрона 7,62 мм х 51 на дистанции 30 метров при скорости встречи 833 м/с
  - или пуля SS 109 патрона 5,56×45 мм НАТО на дистанции 30 метров при скорости встречи 900 м/с
  - или пуля М193 (простая) патрона 5,56×45 мм НАТО на дистанции 30 метров при скорости встречи 937 м/с
    - угол (направление) подхода пули: 360° (кругом)
- противоосколочная защита: подрыв 155 мм осколочно-фугасного снаряда на дистанции 100 м
- противоминная защита: Ручные гранаты, неразорвавшиеся боевые элементы артиллерийских снарядов и противопехотные взрывные устройства при подрыве под машиной.

## Уровень 2
- противопульная защита: бронебойно-зажигательная пуля БЗ патрона 7,62мм x 39 на дистанции 30 метров при скорости встречи 695 м/с
  - угол (направление) подхода пули: 360° (кругом)
- противоосколочная защита: подрыв 155 мм осколочно-фугасного снаряда на дистанции 80 м
- противоминная защита: подрыв противотанковой мины фугасного действия (масса заряда 6 кг ВВ):
  - 2а — подрыв мины от нажимного действия при наезде колесом или гусеницей
  - 2b — подрыв мины под днищем.

## Уровень 3
- противопульная защита: пуля бронебойная Bofors Carl Gustaf FFV, другое обозначение AP M993[2] (сердечник WC) патрона 7,62 мм x 51 на дистанции 30 метров при скорости встречи 930 м/с
  - угол (направление) подхода пули: 360° (кругом)
- противоосколочная защита: подрыв 155 мм снаряда на дистанции 60 м
- противоминная защита: подрыв противотанковой мины фугасного действия (масса заряда 8 кг ВВ):
  - 3а — подрыв мины от нажимного действия при наезде колесом или гусеницей
  - 3b — подрыв мины под днищем.

## Уровень 4
- противопульная защита: пуля Б-32 патрона 14,5 мм x 114 на дистанции 200 метров при скорости встречи 911 м/с
  - угол (направление) подхода пули: 360° (кругом)
- противоосколочная защита: подрыв 155 мм осколочно-фугасного снаряда на дистанции 25 м; направление подхода осколков: - 360° (кругом); углы возвышения 0 - 90°
- противоминная защита: подрыв противотанковой мины фугасного действия (масса заряда 10 кг ВВ):
  - 4а — подрыв мины от нажимного действия при наезде колесом или гусеницей
  - 4b — подрыв мины под днищем.

## Уровень 5
- противоснарядная защита: 25 мм бронебойный подкалиберный снаряд (БПС с отделением) типа APDS-T, индекс патрона «Эрликон-Контравес» PMB 073 на дистанции 500 метров при скорости встречи 1258 м/с и 25 мм бронебойный оперённый подкалиберный снаряд (БОПТС) на дистанции 500 метров 
  - угол (направление) подхода снаряда: из переднего сектора обстрела ±30°, включая борта; угол возвышения 0°
- противоосколочная защита: подрыв 155 мм осколочно-фугасного снаряда на дистанции 25 м
- противоминная защита: нет данных

## Уровень 6
- противоснарядная защита: 30 мм (30×173 мм APFSDS-T) бронебойный оперённый подкалиберный снаряд (БОПТС) и 30 мм (30x165 мм AP-T) бронебойный снаряд типа БТ на дистанции 500 метров (для обоих) при скорости встречи БТ 810 м/с 
  - угол (направление) подхода снаряда: из переднего сектора обстрела ±30°, включая борта; угол возвышения 0°
- противоосколочная защита: подрыв 155 мм осколочно-фугасного снаряда на дистанции 10 м; направление подхода осколков: - 360° (кругом); углы возвышения 0 - 90°.[3] Скорость встречи осколков (20-мм осколочный имитатор FSP) с броней 1250 м/с.

| Защита    | Боеприпас                                            | Масса пули/снаряда, г | Материал сердечника | Масса сердечника, г | Ударная скорость, м/с | Примечание/поставщик боеприпаса                                                                       |
| --------- | ---------------------------------------------------- | --------------------- | ------------------- | ------------------- | --------------------- | --- |
| Уровень 1 | пуля М80 патрона 7,62мм×51 НАТО                      | 9,65                  | свинец              | -                   | 833                   | Допускается применение национальных эквивалентов патрона НАТО: в Канаде С21, в Германии DM41          |
| Уровень 2 | пуля БЗ патрона 7,62мм×39                            | 7,77                  | сталь               | -                   | 695                   | Государственные арсеналы стран СНГ и КНР                                                              |
| Уровень 3 | пуля FFV AP или M993 (США) патрона 7,62 мм x 51 НАТО | 8,4                   | карбид вольфрама    | -                   | 930                   | В настоящее время выпускается под обозначением Nammo AP8                                              |
| Уровень 4 | пуля Б-32 патрона 14,5мм x 114                       | 63,4                  | сталь               | -                   | 911                   | Патрон выпускается по специальному чертежу Лаборатории сухопутных войск США: ARL Drawing number 32000 |
| Уровень 5 | снаряд PMB 073 патрона 25 мм x 137                   | 150                   | вольфрамовый сплав  | 121,5               | 1258                  | Оригинальный производитель                                                                            |

Примечание: Vуд= представлены средние значения ударных скоростей: допуск на индивидуальные значение ±20 м/с
Уровень противоснарядной стойкости БМП CV9035 Mk III определен как 5 плюс, чему соответствует непоражаемость лобовой проекции машины 30-мм снарядом типа БОПТС (патрон 30 x 173 мм).
По данным авторитетной в этом вопросе германской фирмы IBD Deisenroth Engineering, в настоящее время средства поражения боевых бронированных машин (ББМ), или «угрозы» по терминологии НАТО, далеко перешагнули существующие уровни требований STANAG 4569. Для парирования этих «угроз» разработаны и находят применение бронемодули навесной пассивной брони, обеспечивающие защиту ББМ легкой категории от средств поражения более высоких уровней. В частности, специальные бронемодули IBD Deisenroth Engineering для защиты от кинетических и кумулятивных боеприпасов увеличенных (более 25 мм) калибров, и/или усиления защиты горизонтальных поверхностей машины от боевых элементов кассетных боевых частей и противотанковых ручных гранат типа РКГ-3. Имеются примеры обеспечения защиты, в рамках концепции равнопрочного (всеракурсного) бронирования, бортовой проекции ББМ от бронебойных оперенных подкалиберных снарядов калибров 30, 35 мм и 40 мм (ББМ «Эйджакс»), см. рис.
В середине 1990-х годов фирма «Эрликон-Контравес» завершила разработку и демонстрационные испытания выстрела PMC287 с оперённым снарядом типа БОПТС в калибре 30 мм (30×173 мм) для пушек «Бушмастер II» и «Маузер» МК30-2. Одновременно к 1994 году разработана и принята композитная броня Mexas с керамикой (в противоснарядном варианте) германской фирмы IBD. В том же году сухопутные войска Норвегии выбрали перспективную БМП CV9030 с 30 мм пушкой «Бушмастер II» (серия с 1997 г.) и сформулировали требование по защите лобовой проекции CV9030 от 30-мм снаряда БОПТС. В дальнейшем, с конца 1990-х, это требование становится стандартным для ББМ легкой категории стран НАТО. Его реализация осуществляется доработкой стоящих на вооружении боевых машин с установкой на готовые конструкции навесной защиты.
18 декабря 2012 опубликовано второе издание STANAG 4569 (Edition 2) с расширенным до 30 мм диапазоном калибров артиллерийских средств поражения, и ужесточения требований к противоснарядной защите Уровня 5 за счет включения 25 мм снаряда типа БОПС.